# دانشگاه سئو سان پابلو
دانشگاه سئو سان پابلو (انگلیسی: Universidad CEU San Pablo) یک دانشگاه خصوصی کاتولیک در شهر مادرید اسپانیا است.
این دانشگاه در تعدادی از برنامه‌های تبادل دانشجو و استاد با دانشگاه‌های مشهور در سراسر جهان (دانشگاه کلمبیا، دانشگاه شیکاگو، دانشگاه دوک، دانشگاه بوستون، دانشگاه کولگیت)، طرح‌های فنی-حرفه‌ای و پروژه‌های بین‌المللی با بیش از ۲۰۰ مؤسسه آموزش عالی در اروپا، آمریکای لاتین، آمریکای شمالی و آسیا مشارکت دارد.
دانشگاه سئو سان پابلو توسط مرکز مطالعات دانشگاهی اداره و مدیریت می‌شود و تا مدت‌ها، یکی از دانشکده‌های دانشگاه کمپلوتنسه مادرید بود که در سال ۱۹۹۳ از آن جدا شد و به «دانشگاه» مبدل گردید.